# Chalim Sadułajew
Abduł-Chalim Abusałamowicz Sadułajew, ros. Абдул-Халим Абусаламович Садулаев (ur. 2 czerwca 1967 w Argun, zm. 17 czerwca 2006 tamże) – czeczeński polityk, czwarty prezydent niezależnej Czeczeńskiej Republiki Iczkerii. Objął to stanowisko po śmierci poprzedniego prezydenta, Asłana Maschadowa, 8 marca 2005. Przed objęciem funkcji prezydenta był przewodniczącym sądu szariackiego Iczkerii i wiceprezydentem. Został zabity w wyniku operacji bojowej prorosyjskich formacji: milicji czeczeńskiej i republikańskiego FSB, 17 czerwca 2006, w mieście Argun.